# Casper Eklund
Casper Eklund, född 11 mars 2004 i Växjö, är en svensk fotbollsspelare (mittback) som spelar för svenska Hammarby IF.

## Klubbkarriär
Eklunds moderklubb är Sandsbro AIK. Som 15-åring gick han över till Östers IF och vid 17 års ålder fick han sommaren 2021 seniorkontrakt och flyttades upp i A-laget.
I augusti 2022 värvades Eklund av Hammarby IF, där han skrev på ett fyraårskontrakt. Eklund inledde sin sejour i Hammarby med spel i farmarlaget Hammarby TFF i Ettan Norra.